# Ionel Letcae
Ionel Letcae, född den 13 juli 1961 i Galați, Rumänien, är en rumänsk kanotist.
Han tog bland annat VM-guld i K-4 1000 meter i samband med sprintvärldsmästerskapen i kanotsport 1983 i Tammerfors.